# كنكان (مقاطعة فسا)
كنكان (بالفارسية: کنکان) هي قرية تقع في قسم فدشكويه الريفي في إيران. يقدر عدد سكانها بـ 367 نسمة بحسب إحصاء 2016.